# بختيار محمد أمين
بختيار جبار محمد أمين هو سياسي كردي عراقي. كان وزيرًا لحقوق الإنسان في الحكومة العراقية المؤقتة من يونيو 2004 إلى مايو 2005. متزوج من سفيرة العراق لدى السعودية صفية السهيل.

## روابط خارجية
- لقاء مع بختيار أمين على قناة الجزيرة الفضائية